# Stormpolder
Stormpolder is een buurtschap en tegenwoordig een industrie- en bedrijventerrein in de gemeente Krimpen aan den IJssel, in de Nederlandse provincie Zuid-Holland. De buurtschap ligt op een eiland, ingeklemd tussen de Hollandse IJssel, de Nieuwe Maas en de Sliksloot, in het zuidwestelijkste puntje van de Krimpenerwaard. Aan de oostkant van Stormpolder ligt buitendijks een zoetwatergetijdengebied, het Stormpoldervloedbos

## Geschiedenis
Bij de oprichting van de gemeente Ouderkerk aan den IJssel maakte Stormpolder hiervan deel uit. Van 1 april 1817 tot 1 september 1855 was de plaats een zelfstandige Zuid-Hollandse gemeente. Op 1 september 1855 werd Stormpolder aan Krimpen aan den IJssel toegevoegd.
Het eiland had een relatief lage dijk en was sinds 1884 met een smal houten bruggetje bereikbaar vanaf de Poldersedijk. In 1935 werd die brug vervangen door een stenen brug vanaf de Tiendwegstoep. Oorspronkelijk was het eiland in gebruik als landbouwgebied maar in de middeleeuwen was er ook plaats voor industrie door de vestiging van steenovens. Ook verschenen er scheepsmakerijen en scheepswerven zoals Van der Giessen die al in de 19e eeuw stoomboten en zeeschepen bouwde. Rond 1960 ontwikkelde het gebied zich verder tot industrie- en bedrijventerrein en tegenwoordig biedt het plaats aan tientallen bedrijven met in totaal meer dan 7000 arbeidsplaatsen.
Vanaf het busstation Krimpen aan den IJssel is het gebied bereikbaar met RET buslijn 96 en vanuit het centrum van Rotterdam en Dordrecht met de Waterbus Rotterdam-Drechtsteden.

## Modelspoorbaan Stormpolderrail
Bij de aanlegplaats van de waterbus ligt een terrein met daarop twee vaste modelbanen voor miniatuurtreinen. Het complex wordt onderhouden door N.V.M. modelspoorbanen Stormpolder, een vereniging voor het bouwen, rijden en demonstreren van modellen van stoomlocomotieven en stoommachines. In de zomerdagen is de baan in de weekenden geopend voor publiek en dan is er een tafel met een dubbelspoor 1 rail-ovaal van tweemaal 35 meter rijlengte.
Op het terrein is een grondbaan met een spoorbreedte van 184 mm (7 1/4") en een rijlengte van circa 400 meter, en een verhoogde baan met spoorbreedten van 89 en 127 mm en een rijlengte van circa 250 meter. Verder kan er op het middenterrein en op de paden met locomobielen en andere stoomvoertuigen gereden worden.

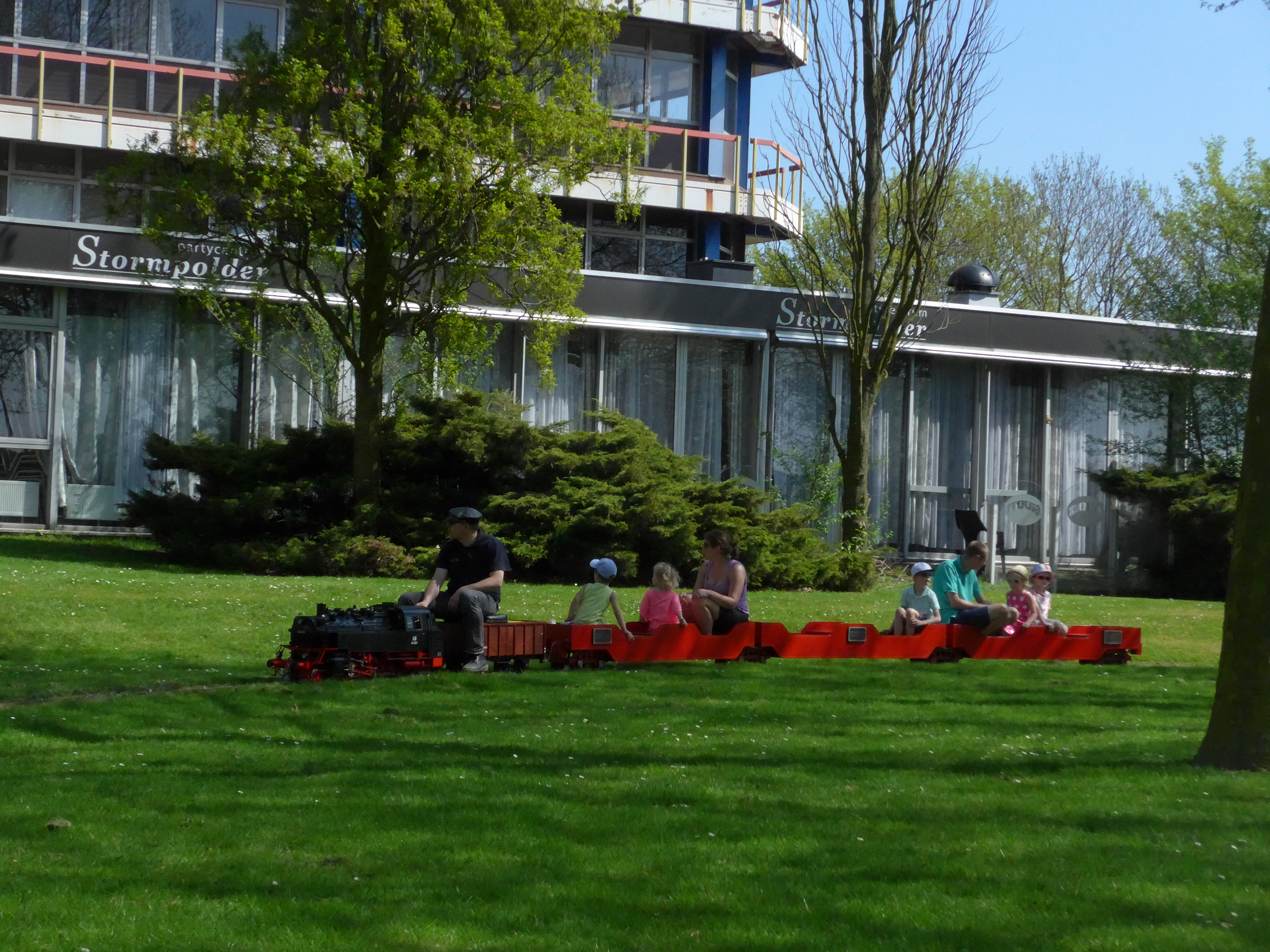
NVM stormpolder grondbaan
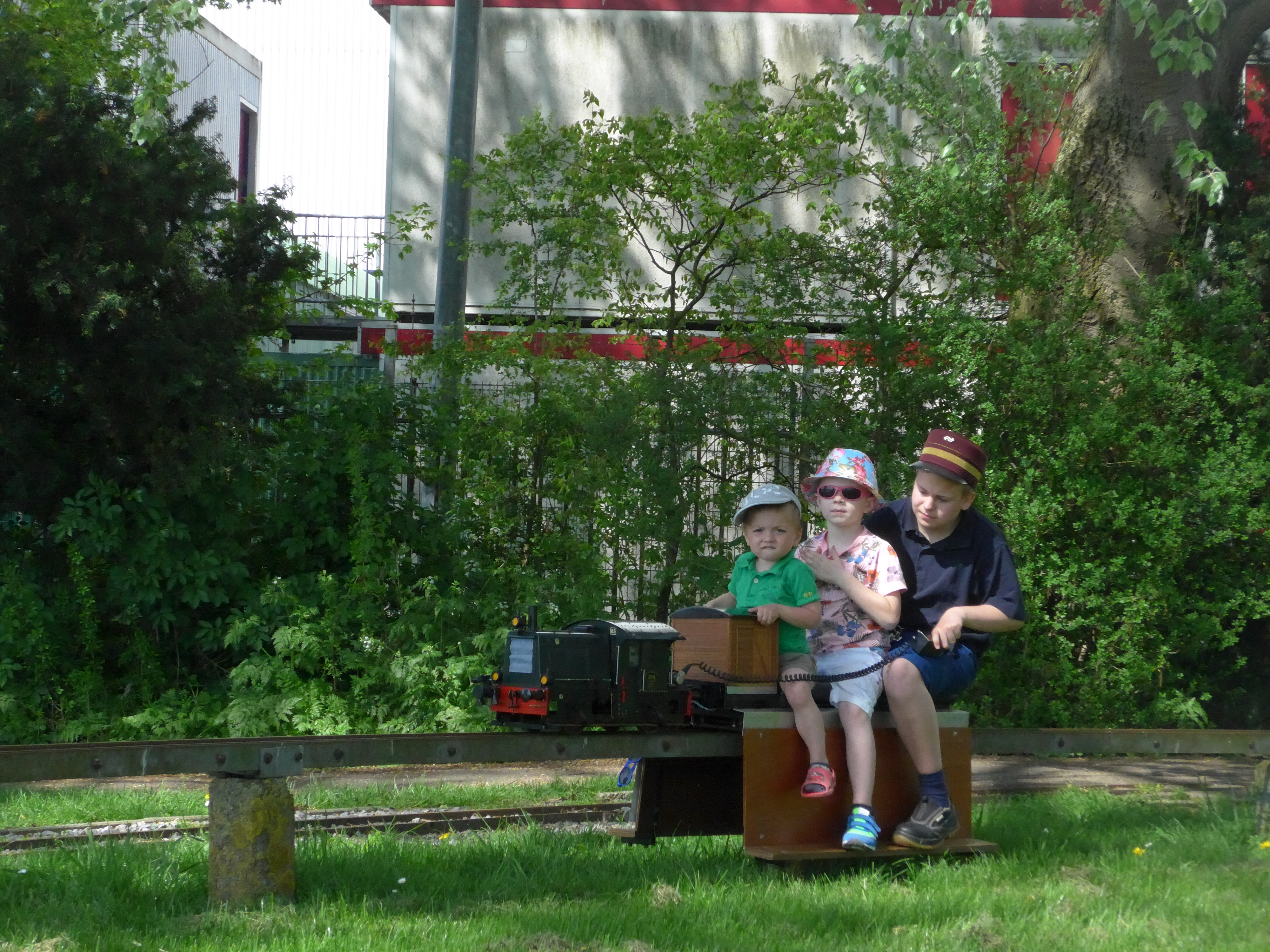
NVM stormpolder verhoogde baan